# Maria Luciene Resende
Maria Luciene Resende é a presidente da Confederação Brasileira de Ginástica (CBG), eleita em 2009.